# Contessa Entellina rosso
Il Contessa Entellina rosso è un vino DOC la cui produzione è consentita nel comune di Contessa Entellina nella città metropolitana di Palermo.

## Vitigni con cui è consentito produrlo
- Calabrese e/o Syrah minimo 50.0%
- Altri vitigni a bacca rossa, raccomandati e/o autorizzati per la città metropolitana di Palermo, da soli o congiuntamente sino ad un massimo del 50%.

Il vitigno detto Calabrese è lo stesso denominato altrove Nero d'Avola.

## Caratteristiche organolettiche
- colore: rosso rubino, talvolta con riflessi granato specie se invecchiato
- odore: vinoso, caratteristico, intenso
- sapore: asciutto, vellutato

## Produzione
Provincia, stagione, volume in ettolitri
- nessun dato disponibile